# La Gleize

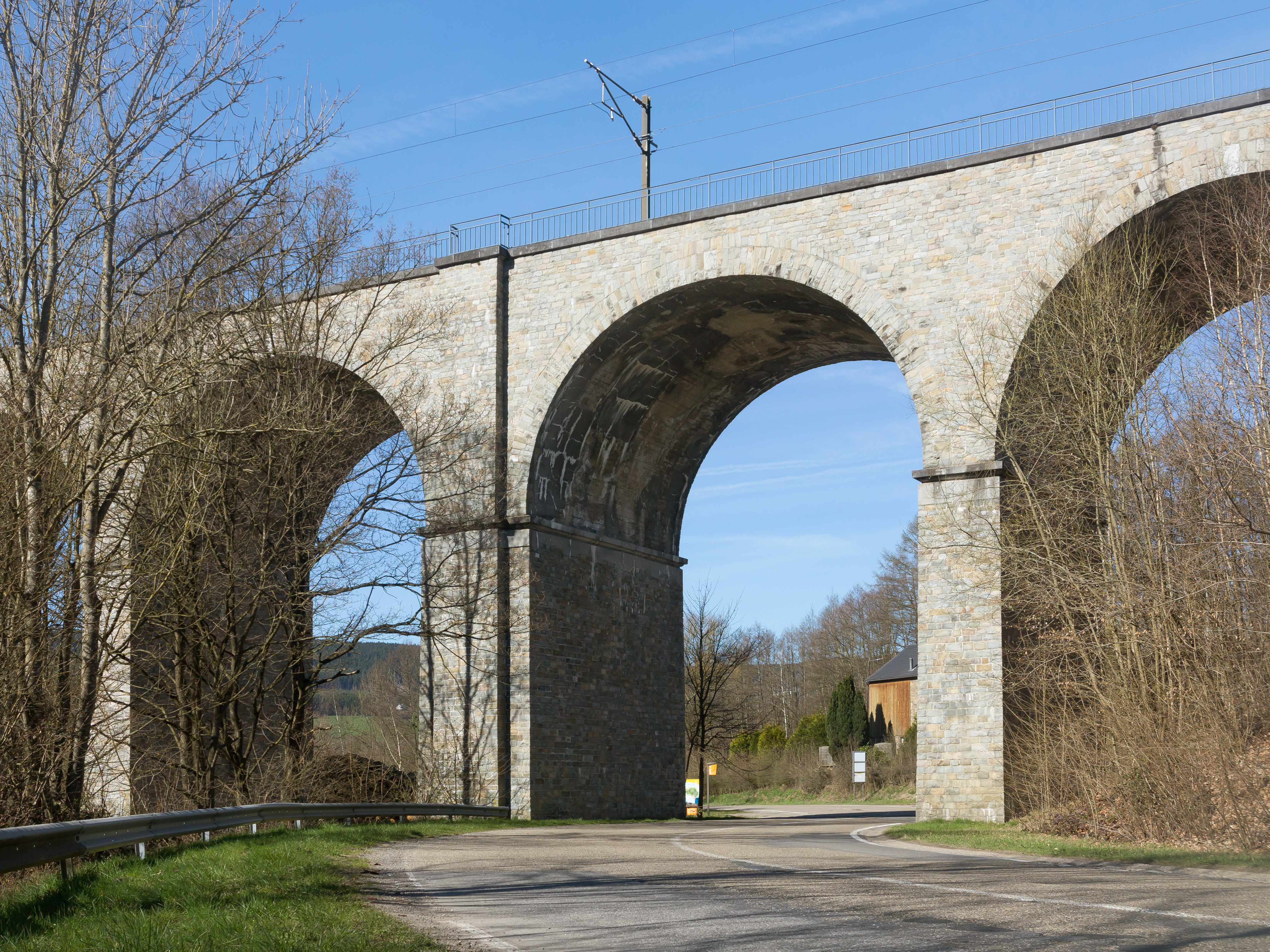
Eisenbahnviadukt in der Nähe von La Gleize

La Gleize ist ein Dorf in Belgien. Der Ort gehört zur Gemeinde Stoumont in der Provinz Lüttich (Liège).
La Gleize liegt auf einem Felsvorsprung nördlich des Flüsschens Amel. La Gleize liegt drei Kilometer östlich von Stoumont und sieben Kilometer nördlich von Trois-Ponts an der N633.
Es liegt 46 km Luftlinie (60 Straßenkilometer) nördlich von Bastogne (einem Verkehrsknotenpunkt in den Ardennen) zwischen den Autobahnen A 26 und A 27.
Zu La Gleize gehören folgende Örtchen: Moulin-du-Ruy, Andrimont, Ruy, Exbomont, Heilrimont, Moustier, Neufmoulin, Roanne, Roanne-Coo, Borgoumont, Cour, Cheneux, La Venne, Monceau.

## Geschichte
Während der Ardennenoffensive (16. Dezember 1944 bis 21. Januar 1945) stießen Truppen der Wehrmacht bis nach La Gleize vor. Dort wurden sie von US-Truppen eingekesselt; dies gilt als ein „Anfang vom Ende“ der Ardennen-Offensive. Etwa zeitgleich belagerte die Wehrmacht Bastogne.
Nahe der Kirche (romanisch, 12. Jahrhundert) steht als Denkmal ein Tiger II („Königstiger“); es gibt ein Kriegsmuseum. In dem Gebäude war kurzzeitig ein Feldlazarett für Verwundete der Leibstandarte SS Adolf Hitler.

## Sonstiges
Jedes Jahr jeweils Mitte Juni treffen sich Militaria-Sammler in La Gleize.
Zwischen 1955 und 2017 war La Gleize namensgebender Austragungsort des Juniorenradrennens Liège-La Gleize bzw. Aubel-Thimister-La Gleize.

## Söhne des Ortes
- Louis Remacle (1910–1997), Linguist, Romanist und Schriftsteller[4]